# Lea Bischof
Lea Bischof (Luzern, 10 november 1936 – aldaar, 1 februari 2007) was een Zwitserse zangeres van hotjazz en swing. Ze stond bekend als de Swiss Lady of Blues 'n' Swing. Bij jazz- en bluesliefhebbers in Zwitserland heeft ze een cultstatus.
Bischof werd in 1962 ontdekt door de componist en koorleider Mani Planzer. In de jaren erna trad ze op het toenmalige Zürcher Jazzfestival op, waar ze in 1963, 1964 en 1967 een eerste plaats haalde. In 1965 nam ze voor het eerst op, met Chester's Tea Pot Combo. Later nam ze een paar platen op met de Lake City Stompers, een oldtime-jazzband die sinds 1965 bestaat.